# Canton de La Chapelle-en-Vercors
Le canton de La Chapelle-en-Vercors est une ancienne division administrative française située dans le département de la Drôme, en région Rhône-Alpes, dans l'arrondissement de Die.

## Histoire
Le canton a été supprimé en mars 2015 à la suite du redécoupage des cantons du département : les cinq communes ont intégré le canton de Vercors-Monts du Matin.

## Composition
| Nom                                | Code Insee | Intercommunalité     | Superficie (km2) | Population (dernière pop. légale) | Densité (hab./km2) |
| ---------------------------------- | ---------- | -------------------- | ---------------- | --------------------------------- | ------------------ |
| La Chapelle-en-Vercors (chef-lieu) | 26074      | CC du Royans-Vercors | 45,27            | 670 (2014)                        | 15                 |
| Saint-Agnan-en-Vercors             | 26290      | CC du Royans-Vercors | 84,21            | 396 (2014)                        | 4,7                |
| Saint-Julien-en-Vercors            | 26309      | CC du Royans-Vercors | 18,47            | 249 (2014)                        | 13                 |
| Saint-Martin-en-Vercors            | 26315      | CC du Royans-Vercors | 27,13            | 404 (2014)                        | 15                 |
| Vassieux-en-Vercors                | 26364      | CC du Royans-Vercors | 48,25            | 328 (2014)                        | 6,8                |

## Représentation

### conseillers généraux de 1833 à 2015
| Période         | Période        | Identité                         | Étiquette           | Qualité |
| --------------- | -------------- | -------------------------------- | ------------------- | --- |
| 1833            | 1853 (décès)   | Jean Joseph Adrien Joubert       | Républicain         | Avoué, maire de Die |
| 1853            | 1861           | Etienne Adrien Sapey             | Majorité dynastique | Directeur de l'enregistrement et des domaines Député (1852-1859) |
| 1861            | 1877           | Adrien Joubert                   | Républicain         | Avoué à Die |
| 1877            | 1883           | Léonce Teissère                  | Droite              | Avocat à la Cour impériale de Grenoble Procureur impérial de Valence Président du tribunal civil de Marmande puis de Cahors Conseiller à la Cour d'appel de Grenoble    |
| 1883            | 1889           | Jean Auguste Combe (1841-?)      | Républicain         | Notaire à Saint-Martin-en-Vercors |
| 1889            | 1896 (décès)   | Joseph Emile Bellier (1857-1896) |                     | Notaire à La Chapelle-en-Vercors |
| 1897            | 1901           | Amédée Jullien                   | Républicain         | Procureur de la République à Grenoble |
| 1901            | 1905 (décès)   | Ernest Bernusson                 | Républicain         | Propriétaire à La Chapelle-en-Vercors et à Marseille |
| 1905            | 1907           | Charles Bouillanne               | Rad.                | Propriétaire à La Chapelle-en-Vercors |
| 1907            | 1913           | Auguste Combe                    | Rad.                | Inspecteur du Crédit Foncier Propriétaire à La Chapelle-en-Vercors |
| 1913            | 1916 (décès)   | Julien Jullien (1883-1916)       | RG                  | Maire de Saint-Julien-en-Vercors Mort pour la France à Dugny (Meuse) |
| 1916            | 1919           | siège vacant                     |                     | |
| 1919            | 1925           | Ulysse Roux                      | Rad.                | Tanneur à Romans |
| 1925            | 1929 (disparu) | Jules Duclot                     | Rad.                | Industriel à La Chapelle-en-Vercors |
| 27 janvier 1929 | 1940           | Louis Aimé Prudent Revol         | Rad.                | Notaire à La Chapelle-en-Vercors |
|                 |                |                                  |                     | |
| 1942            | 1945           | Paul Michel (1900-1986)          |                     | Maire de Saint-Martin-en-Vercors Nommé conseiller départemental en 1942                                                                                                 |
|                 |                |                                  |                     | |
| 1945            | 1951           | Pierre Rémi Maillé               | Rad.                | Notaire à La Chapelle-en-Vercors |
| 1951            | 1964           | M. Bernard                       | Centriste           | |
| 1964            | 1970           | Maurice-René Simonnet            | CD                  | Député (1945-1962) - député européen (1979-1984) Secrétaire d'état (1957-1958) - membre du Conseil constitutionnel Ancien conseiller général du Canton de Saint-Vallier |
| 1970            | 1980 (décès)   | André Revol (1919-1980)          | DVD puis DVG        | Ingénieur ONF Maire de Saint-Agnan-en-Vercors |
| 1981            | 1988           | Louis Bonthoux                   | DVD                 | Commerçant Maire de La Chapelle-en-Vercors |
| 1988            | 1994           | Jacques Roux                     | DVG                 | Maire de Vassieux-en-Vercors (1981-1995) |
| 1994            | 2008           | Jacques Clot                     | RPR puis UMP        | Agent immobilier Maire de Saint-Agnan-en-Vercors jusqu'en 2008 |
| 2008            | 2015           | Claude Vignon                    | DVG                 | Éleveur Maire de Saint-Martin-en-Vercors depuis 2008 |

### Conseillers d'arrondissement de 1833 à 1940
| Période      | Période           | Identité                        | Étiquette   | Qualité |
| ------------ | ----------------- | ------------------------------- | ----------- | --- |
| 1833         | 1836              | Louis Chevandier-Duseigneur     |             | Propriétaire à Die                                                                                          |
| 1836         | 1839              | Jean-Louis Bellier (1781-1868)  |             | Ancien notaire, Saint-Martin                                                                                |
| 1839         | 1840              | Louis Revol                     |             | Propriétaire à La Chapelle                                                                                  |
| 1840         | 1868              | Julien Antoine Frédéric Jullien |             | Propriétaire, maire de Saint-Julien-en-Vercors                                                              |
| 1868         | 1880              | M. Aymard                       |             | Propriétaire à Saint-Martin                                                                                 |
| 1880         | 1883              | Jean Auguste Combe              |             | Notaire à Saint-Martin-en-Vercors                                                                           |
| 1883         | 1892              | Ernest Bernusson                | Républicain | Négociant à La Chapelle-en-Vercors                                                                          |
| 1892         | 1893 (annulation) | M. Gauthier                     |             | |
| 1893         | 1895              | Ernest Bernusson                | Républicain | Négociant à La Chapelle-en-Vercors                                                                          |
| 1895         | 1905              | Charles Bouillanne              | Rad.        | Propriétaire à La Chapelle-en-Vercors                                                                       |
| 1905         | 1913              | Julien Jullien                  | RG          | Maire de Saint-Julien-en-Vercors                                                                            |
| octobre 1913 | 1925              | Pierre Chachat                  | Radical     | Maire de Vassieux                                                                                           |
| 1925         | 1940              | Auguste Bellier                 | Radical     | Docteur en médecine, maire de La Chapelle-en-Vercors                                                        |
| 1940         |                   |                                 |             | Les conseils d'arrondissement ont été suspendus par la loi du 12 octobre 1940 et n'ont jamais été réactivés |

## Élections cantonales de mars 2008
Source : Ministère de l'Intérieur
- 1er tour
  - Inscrits : 1 731 - Votants : 1 411 - Exprimés : 1 384 - Abstention : 18,5 %
  - Jacques Clot (UMP, sortant, maire de Saint-Agnan) : 512 voix soit 37 %
  - Claude Vignon (DVG, maire de Saint-Martin) : 409 voix soit 29,5 %
  - Michel Repellin (PS, maire de Vassieux): 380 voix soit 27,5 %
  - Jean-Pierre Piège (LCR) : 59 voix soit 4,3 %
  - Henri Theuillon (PCF) : 25 voix soit 1,8 %.
- 2e tour
  - Inscrits : 1 730 - Votants : 1 409 - Exprimés : 1 340 - Abstention : 18,6 %
  - Claude Vignon (DVG, maire de Saint-Martin) : 690 voix soit 51,5 % - ELU
  - Jacques Clot (UMP, sortant, maire de Saint-Agnan) : 650 voix soit 48,5 %

## Démographie
| 1962  | 1968  | 1975  | 1982  | 1990  | 1999  | 2006  | 2011  | 2012  |
| ----- | ----- | ----- | ----- | ----- | ----- | ----- | ----- | ----- |
| 2 108 | 1 886 | 1 744 | 1 768 | 1 731 | 1 843 | 1 991 | 2 059 | 2 083 |